# Мария Катерина Фарнезе
Мария Катерина Фарнезе (на италиански: Maria Caterina Farnese; * 18 февруари 1615, Парма, Херцогство Парма, Пиаченца и Гуастала; † 25 юли 1646, Сасуоло, Сеньория Сасуоло) е принцеса от фамилията Фарнезе и чрез брак херцогиня на Модена и Реджо.

## Произход
Тя е голямата дъщеря на Ранучо I Фарнезе (1569 – 1622), херцог на Парма и Пиаченца, и на съпругата му принцеса Маргерита Алдобрандини (1585 – 1646), внучка на папа Климент VIII. Има осем братя и сестри, сред които:
- Алесандро (* 1610, † 1630), глухоням
- Одоардо I (1612 – 1646), херцог на Парма и Пиаченца, съпруг на Маргарита де Медичи
- Витория (* 1618, † 1649), херцогиня на Модена като съпруга на Франческо I д’Есте
- Франческо Мария (* 1619, † 1647), 1644 кардинал.

Има и един полубрат и една полусестра от извънбрачна връзка на баща си.

## Брак и потомство
∞ 11 януари 1631 в Парма за Франческо I д’Есте (* 6 септември 1610, Модена; † 14 октомври 1658, Сантия) от рода Есте, херцог на Модена и Реджо (1629 – 1658), от когото има девет деца:
- Алфонсо д’Есте (*/† 1632)
- Алфонсо IV д’Есте (* 2 февруари 1634, Модена; † 16 юли 1662, пак там), херцог на Модена и Реджо (1658 – 1562), ∞ 27 май 1655 (пълномощник) в двореца в Компиен за Лаура Мартиноци († 1687), дъщеря на Джеронимо Мартиноци и племенница на кардинал Мазарини, от която има двама сина и една дъщеря;
- Изабела д’Есте (* 3 октомври 1635, Модена; † 21 август 1666, Колорно), ∞ 18 февруари 1664 за браточед си Ранучо II Фарнезе (1630 – 1694), херцог на Парма, от когото има един син и две дъщери
- Леонора д’Есте (* 1639, † 1640)
- Тедалдо д’Есте (* 1640, † 1643)
- Алмерико д’Есте (* 1641, † 1660), генерал
- Елеонора д’Есте (* 1643, † 1722), монахиня
- Мария д’Есте (* 1644, † 1684), чрез брак херцогиня на Парма и Пиаченца, ∞ октомври 1668 за Ранучо II Фарнезе (* 17 септември 1630, Парма, † 11 декември 1694, пак там), херцог на Парма и Пиаченца
- Тедалдо д’Есте (*/† 1646).

След смъртта ѝ съпругът ѝ се жени на 12 февруари 1648 г. за нейната сестра Витория.